# Lophophora
Pour l’article ayant un titre homophone, voir Lofofora.
Genre
Lophophora est un genre de la famille des cactus composé de deux espèces.
Lophophora vient de lophos, touffe en grec et phorein, porter, en rapport avec la morphologie de la plante.
Espèces de croissance très lente, demandant parfois trente ans pour fleurir, alors que la plante (sans la racine) est de la taille d'une balle de golf.
En culture, la croissance est plus rapide : de 3 à 10 ans entre le semis et la floraison.
En raison de cette croissance lente et de la surexploitation par les collectionneurs, les espèces sont considérées comme en danger d'extinction dans la nature.

## Description
Lophophora est un cactus d'une couleur proche du bleu azur.
Lophophora à la particularité de ne pas posséder d'aiguillons mais de petites touffes laineuses. La racine est en forme de navet et les fleurs sont petites (1 cm de diamètre)
.

## Répartition
Sud-ouest des États-Unis Texas, Nouveau-Mexique et nord du Mexique Querétaro.

## Espèces[1]
- Lophophora diffusa
- Lophophora williamsii plus connu sous le nom de peyotl (stupéfiant dans de nombreux pays)